# Дыбовский, Максим Владимирович
Максим Владимирович Дыбовский (род. 15 декабря 1987, Пермь, СССР) — российский профессиональный баскетболист, играющий на позиции лёгкого форварда.

## Карьера
Дыбовский воспитанник пермского баскетбола. Сезон 2008/2009 годов Максим провёл в «Урал-Грейте», где с приходом сербского специалиста Александара Кесара стал получать достаточно много игрового времени.
После закрытия пермской команды Дыбовский пробовал свои силы в «Красных крыльях», но на подписание контракта с фарм-клубом команды не согласился. Сезон 2009/2010 Максим начинал в студенческой лиге в составе команды Пермского технического госуниверситета, набирая в 7 матчах в среднем по 13,0 очка. После чего он получил приглашение выступать за екатеринбургский клуб «Урал», наставником которого в то время являлся пермяк Роман Двинянинов. После окончания сезона 2009/2010 годов Дыбовский получил предложение от клуба «Темп-СУМЗ».
В июне 2014 года Дыбовский перешёл в «Парму». За 4 года Максим завоевал с пермской командой Кубок России и бронзовые медали Суперлиги-1.

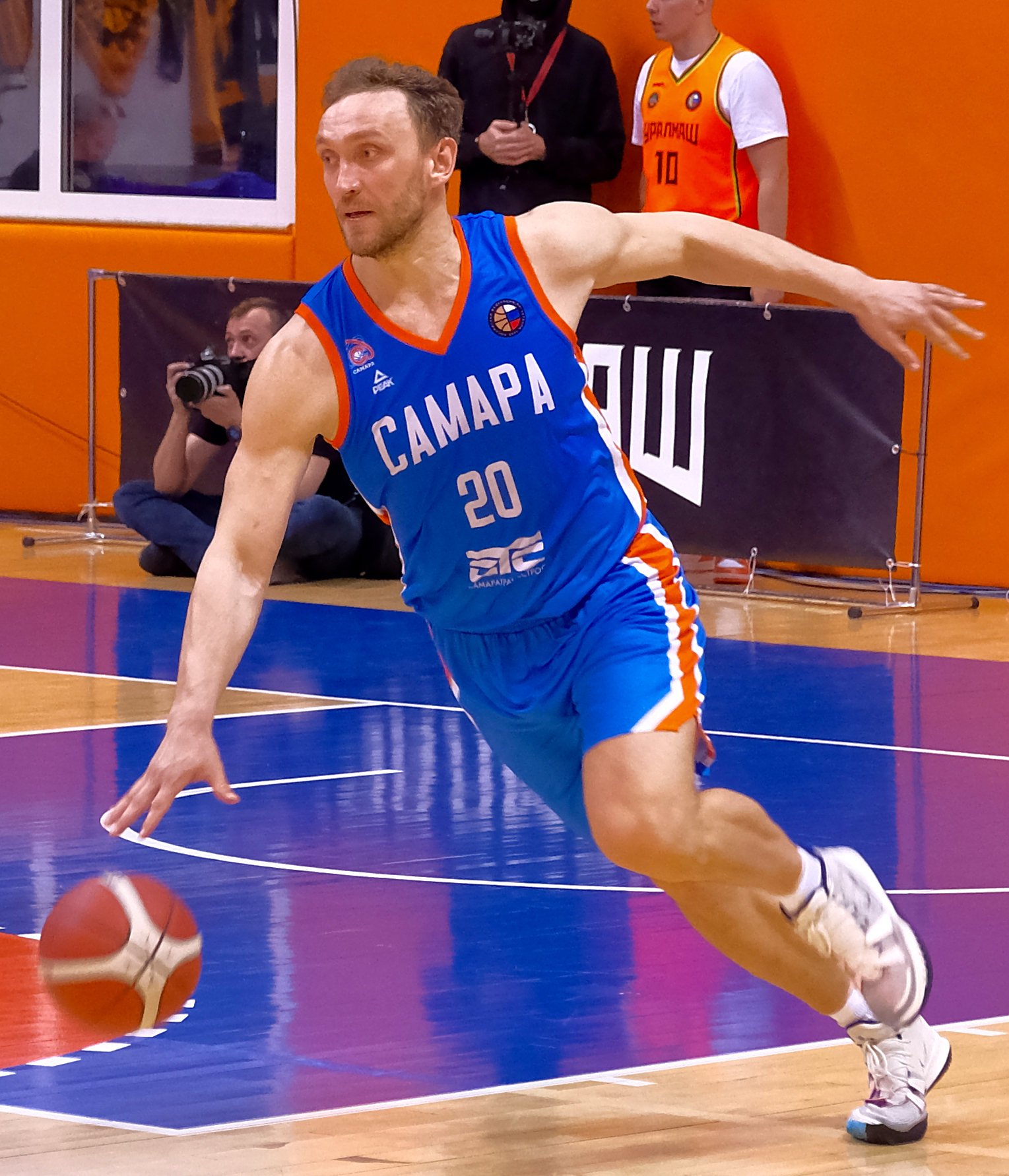
Максим Дыбовский в составе «Самары»

Летом 2018 года Дыбовский продолжил карьеру в «Самаре».
В сезоне 2019/2020 Дыбовский стал обладателем Кубка России и вошёл в символическую пятёрку турнира.
В феврале 2021 года Дыбовский провёл сотый матч и набрал 1000-е очко за «Самару», а также повторил клубный рекорд по подборам в Суперлиге-1 (14).
В сезоне 2020/2021 Дыбовский стал 4-кратным чемпионом Суперлиги-1 и во второй раз бронзовым призёром Кубка России.
В мае 2021 года Дыбовский подписал новый контракт с «Самарой».
В сезоне 2021/2022 Дыбовский в третий раз стал победителем Кубка России и вновь был включён в символическую пятёрку турнира как «Лучший тяжёлый форвард».
В июле 2022 года Дыбовский перешёл в «Руну» с которой стал серебряным призёром Суперлиги.

## Баскетбол 3×3
В июне 2018 года Дыбовский был включён в состав сборной России по баскетболу 3×3 для участия в Кубке мира. Заняв в своей группе 4 место сборная России не попала в плей-офф, а в итоговой классификации турнира финишировала на 12 месте.

## Достижения
- Чемпион Суперлиги (4): 2011/2012, 2012/2013, 2018/2019, 2020/2021
- Серебряный призёр Суперлиги: 2022/2023
- Бронзовый призёр Суперлиги: 2015/2016
- Обладатель Кубка России (3): 2015/2016, 2019/2020, 2021/2022
- Бронзовый призёр Кубка России (2): 2016/2017, 2020/2021